# Río Nagara
El  Río Nagara  (長良川   Nagara-gawa ?) tiene su origen en la ciudad de Gujō, Prefectura de Gifu, y su desembocadura en la ciudad de Kuwana, Prefectura de Mie, Japón. Junto con el Río Kiso y Río Ibi, el Río Nagara es uno de los Tres Ríos de Kiso de la Llanura de Nōbi. Anteriormente, el río fue nombrado  'Río Sunomata'  (墨 俣 川  Sunomata-gawa ). Con una longitud de 166 km, drena un área de 1,985 km²  en la Región de Chūbu y desemboca en la bahía de Ise. El gobierno de Japón lo clasifica como un río de clase 1.

## Historia y geografía
También es famoso por ser un río de agua clara, por lo que ha sido nombrado uno de los "Tres Ríos Limpios que fluyen en Japón", junto con el Río Kakita de la Prefectura de Shizuoka y el Río Shimanto de la Prefectura de Kōchi. En 1985, la sección media del río Nagara se nombró como una de las "100 famosas aguas de Japón." Además, se incluyó entre las mejores zonas de balnearios de Japón en 1988 y 2001. El río es también un destino turístico muy popular debido a Nagaragawa Onsen, una colección de aguas termales naturales (sobre todo en la ciudad de . Gifu) que son conocidos por su alto contenido de hierro.
Aguas abajo, el río Nagara se converge y diverge varias veces con el Río Kiso y Río Ibi. Aunque el Río Nagara se considera parte del sistema del río Kiso, varios proyectos de construcción en los últimos años han mantenido los dos ríos separan todo el camino hasta las desembocaduras.
Otros proyectos de construcción habían cambiado previamente el flujo del río. Hasta el período Showa, los dos ríos menores divergieron del Río Nagara en el corazón de la ciudad de Gifu, pero la construcción en 1939 creó la trayectoria de la corriente del río a través del sistema. Como resultado de esta construcción, se recuperaron alrededor de 160 ha de la tierra, donde se construyeron escuelas y otros edificios.

## Pesca con cormorán

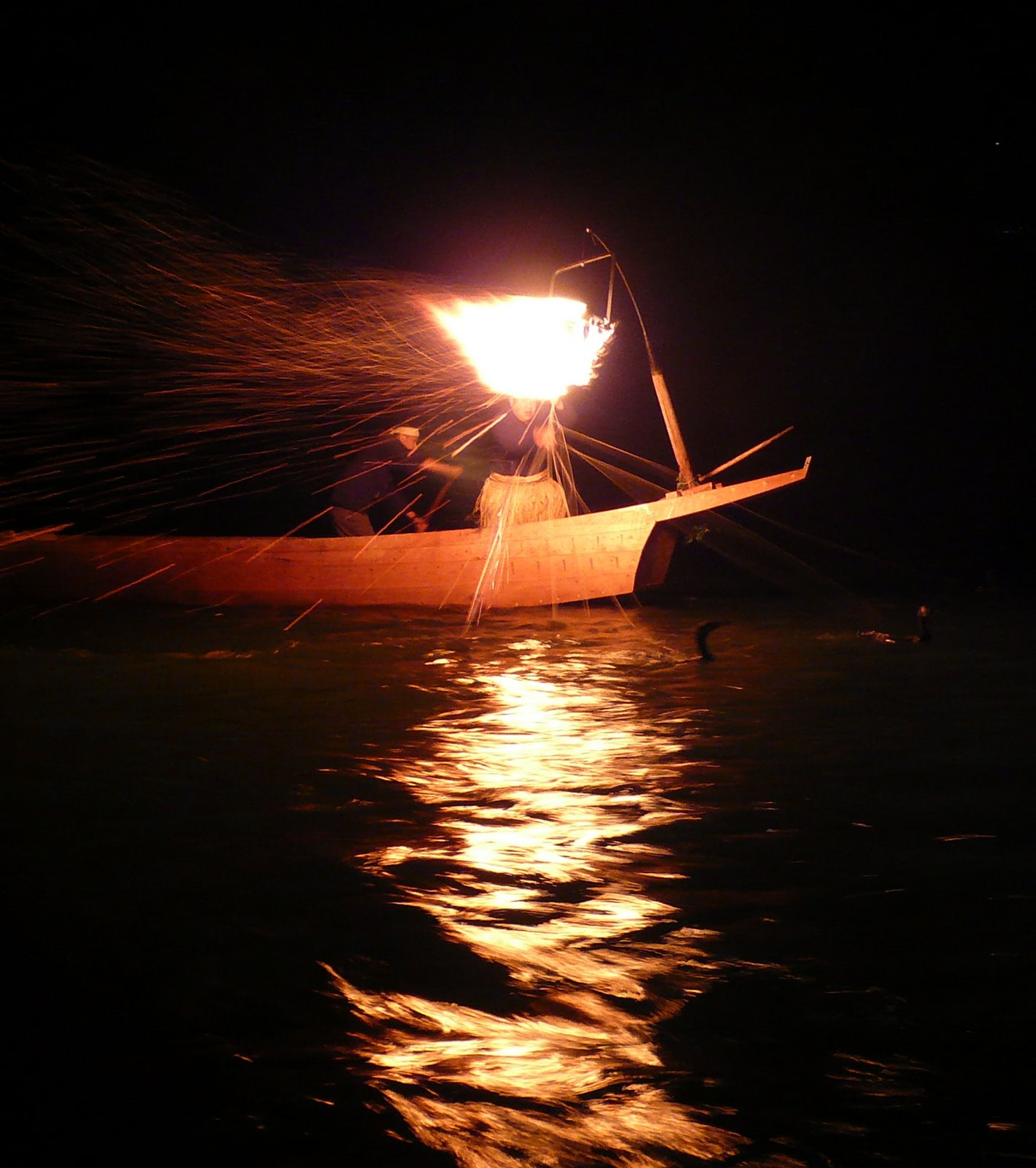
Pesa con cormoranes del Río Nagara en Gifu

Pesca cormorán es una antigua tradición en la que cormoranes se utilizan para atrapar varios peces en lagos y ríos. La pesca con cormorán tiene lugar en dos ciudades: Gifu, donde se le llama "Pesa con cormoranes del Río Nagara", y en Seki, donde se le llama "Oze Ukai" (小瀬鵜飼). Aunque otros once lugares en Japón también albergan la pesca con cormoranes, sólo los patrones de pesca en el Río Nagara son pescadores de la Agencia de la Casa Imperial.

## Comunidades del río

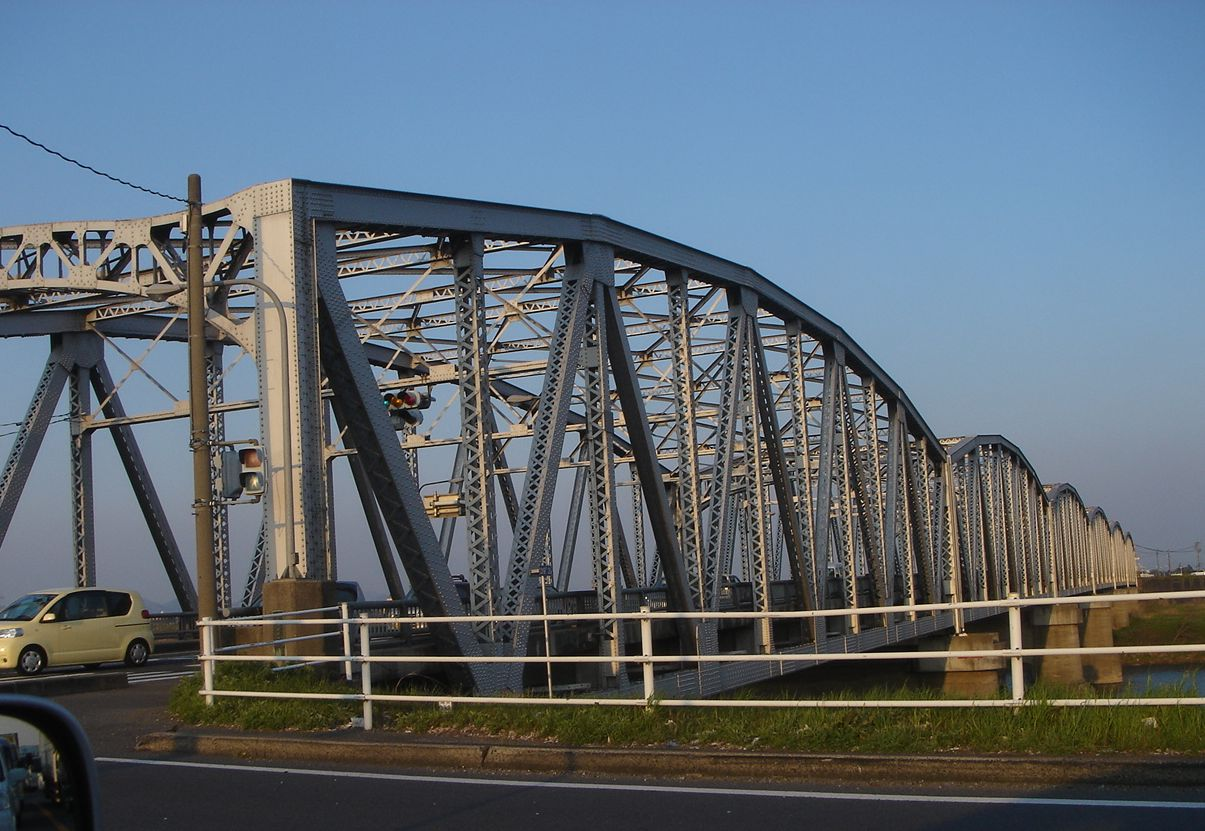
Gran puente Nagara

El río pasa a través o forma el límite de las siguientes comunidades:

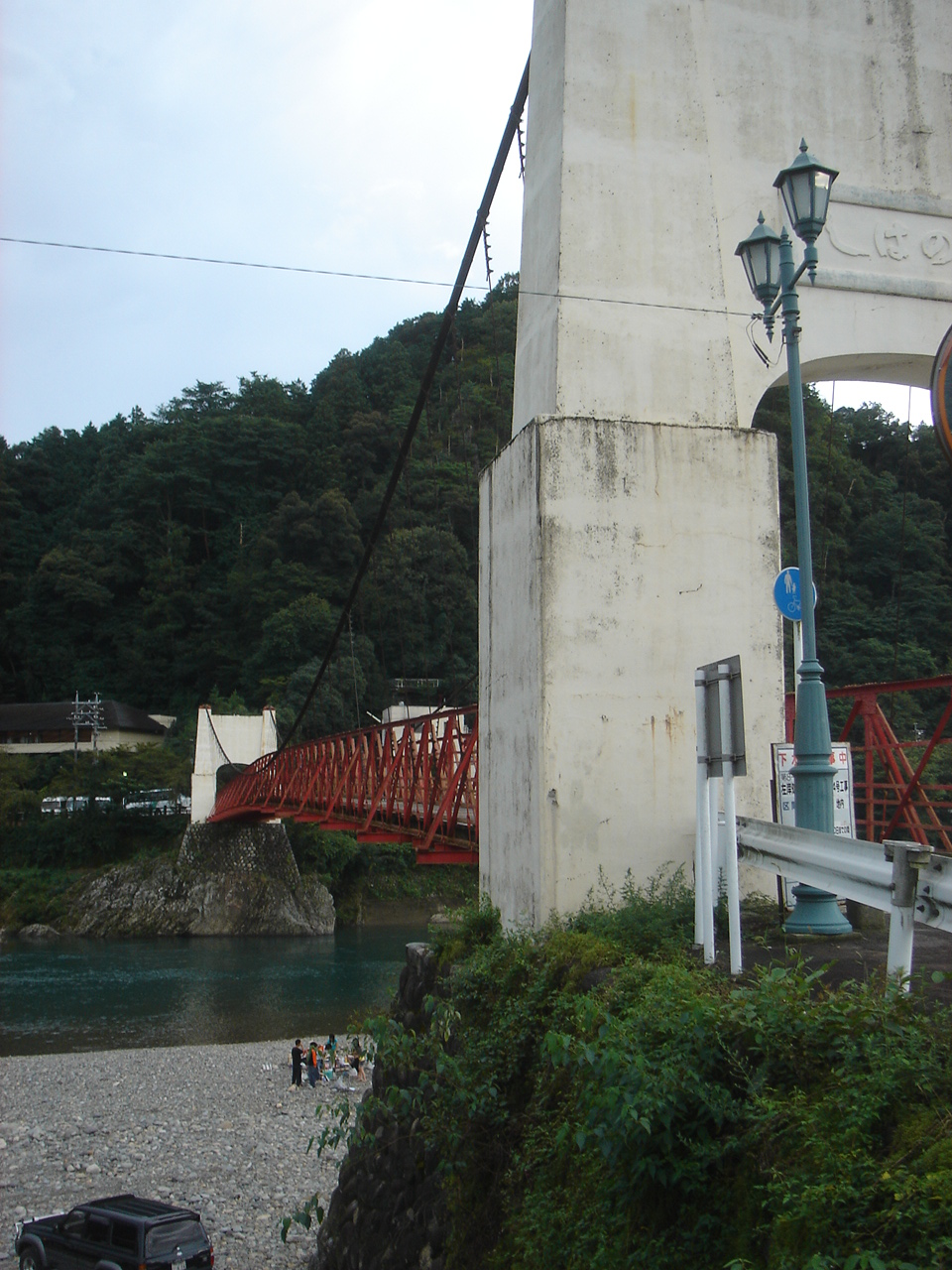
Puente Mino.

- Prefectura de Gifu  Mino Puente Mino.

 Seki
 Gifu
 Mizuho
 Ōgaki 
 Anpachi
 Wanouchi
 Kaizu
- Prefectura de Aichi:

 Aisai
- Prefectura de Mie:

Kuwana